# Locomotiva FS 190
Le locomotive FS gruppo 190 sono state macchine a vapore con tender di rodiggio 0-3-0 che le Ferrovie dello Stato acquisirono, dopo il 1905, in seguito alla definizione delle procedure di riscatto delle reti. Tra 1905 e 1907 avevano temporaneamente costituito il gruppo 200.

## Storia
Le locomotive erano state fornite alle Strade Ferrate Calabro-Sicule tra 1874 e 1875 dalla fabbrica inglese di locomotive a vapore Neilson di Glasgow (4 unità); tra 1874 e 1881 dalle Officine di Pietrarsa di Napoli in numero di 20 unità; nel 1883 da Hartmann di Chemnitz (4 unità], da Kessler di Esslingen (6 unità) e da Henschel di Cassel (11 unità); infine nel 1884, alla vigilia del riscatto, Pietrarsa aveva fornito le ultime quattro unità.
Nel 1885 le macchina erano state poi divise tra rete Sicula, quelle in forza agli impianti ferroviari della Sicilia (RS categoria C, 101-167), e rete Mediterranea (3701–3730) quelle assegnate agli impianti della Calabria tirrenica.
Nel 1905, in seguito alla nazionalizzazione delle ferrovie, le macchine entrarono a far parte del parco delle Ferrovie dello Stato, che le classificarono inizialmente nel gruppo 200, con numeri 2001–2097.
Nel 1907, in seguito all'incorporazione del parco SFM nelle FS, mutarono numerazione, venendo classificate nel gruppo 190, con numeri 1901–1997.

## Caratteristiche tecniche
La locomotiva aveva una configurazione complessiva semplice costruita con il comune rodiggio 0-3-0, e ruote da 1.280 mm di diametro, tipico delle locomotive tuttofare dell'epoca; era una macchina a vapore saturo, a 2 cilindri esterni, a semplice espansione. Venne realizzata con differenze piuttosto contenute in versioni per la Rete Sicula e per la Rete Mediterranea.
La caldaia che equipaggiava le unità era lunga 6.815 mm o 6.952 mm conteneva un volume d'acqua (misurata a 10 cm sopra il cielo del forno) di 4,03 m³ e un volume di vapore di 1,97 m³ o di 3,81 m³ e un volume di vapore di 2 m³; la sua pressione di taratura era rispettivamente di 10 e di 9 bar. Le tre macchine citate con la caldaia più corta erano meno capienti in acqua, 3,775 m³ ma maggiormente vaporiere, 1,87 m³ . Tuttavia erano in grado di produrre quasi lo stesso quantitativo orario di vapore asciutto: 5.280/5.290 kg. Di poco differenti erano anche le dimensioni esterne ed interne del corpo cilindrico, rispettivamente 1.372 mm di diametro contro 1.330 e 1.316 contro 1.302; anche la sua lunghezza variava dai 5,165 m (compresa di camera a fumo) a 5,152 m.
Il forno era delle dimensioni di 1.460 x 1.044 mm o di 1.560 x 1.090 mm nel secondo caso; alto in media 1.310 mm - 1.320 mm sul piano della graticola della superficie differente, 1,49 nel primo sottogruppo e  m² 1,60 m²nel secondo.
Variava anche il numero di tubi bollitori, 156 o 193, rispettivamente di diametro 52/47 o 50/45 mm con lunghezza tra le piastre estreme di 4.268 mm o 4.250 mm. Le differenze costruttive si traducevano in una differente superficie di riscaldamento: la superficie tubiera era di 99 m² nel primo gruppo e 115,98 nel secondo; la superficie di riscaldamento estesa sulla volta del forno era rispettivamente di 7,20 m² o di 7,58 m². In totale quindi, di 106,2 m² nel primo gruppo e 123,56 nel secondo.
Lo sforzo di trazione massimo era di 7.560 kg in una parte di macchine e di 8.400 kg in altre; quello continuo (alla velocità di 30 km/h) era, in base alla macchina, tra 3.940  e 4.080 kg con alcune macchine ex Sicula che raggiungevano il miglior risultato di 4.310 kg. Variava anche la loro capacità di spunto alla partenza, con coefficiente di aderenza 1/7: alcune locomotive del gruppo ex RM sviluppavano una forza di 5.330 kg in virtù della maggiore massa ripartita per asse (12,1 + 12,4 + 12,8 t) mentre le altre ex RM ed ex Sicula, più leggere, andavano da 5.200 kg a 5.140 kg..
Il motore delle locomotive del gruppo 190 era costituito da 2 cilindri del diametro di 450 mm che facevano una corsa di 650 mm; il vapore era addotto mediante cassetti piani azionati da un meccanismo della distribuzione sistema Stephenson. La velocità massima raggiunta era di 50 km/h sufficiente per la maggior parte degli utilizzi.
Tutte le locomotive erano dotate solo di freno a controvapore e freno a mano agente sulle ruote del tender.
Alle locomotive era accoppiato un tender a 2 assi della massa totale di 21,5 t; la capacità di acqua era di 6,5 m³ e quella di carbone di 4 t; facevano eccezione i tender delle locomotive ex RM da 3710 a 3715, da 3718 a 3720, 3722, 3723, 3725, 3729 e 3730 che pesavano di più, 22,7 t ma trasportavano meno carbone, 3 t.